# 新大滝駅

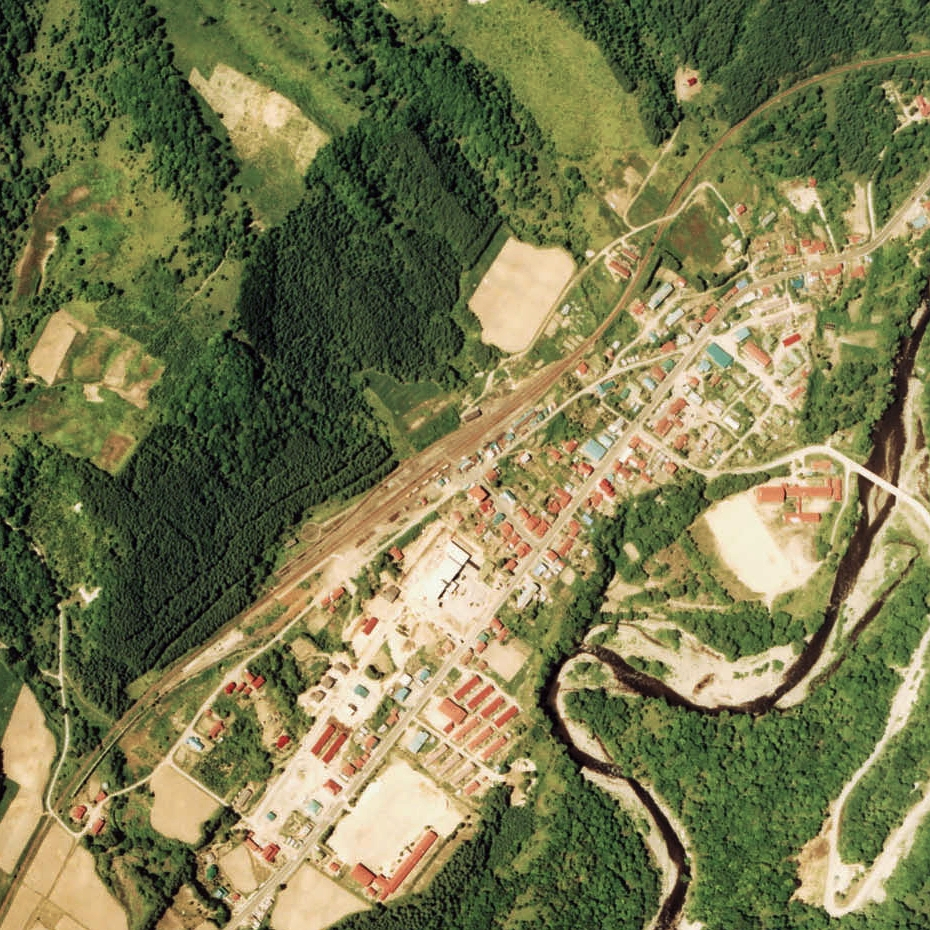
1976年の新大滝駅と周囲約750m範囲。左下が伊達紋別方面。駅裏の伊達紋別方に転車台が残されている。

新大滝駅（しんおおたきえき）は、北海道（胆振支庁）有珠郡大滝村字本町（現・伊達市大滝区本町）にあった日本国有鉄道（国鉄）胆振線の駅（廃駅）である。電報略号はシオ。事務管理コードは▲131907。
1980年（昭和55年）9月まで運行されていた急行「いぶり」の停車駅であった。

## 歴史
- 1940年（昭和15年）12月15日 - 胆振縦貫鉄道伊達紋別駅 - 当駅間開通に伴い徳舜瞥駅（とくしゅんべつえき）として開業。一般駅[1]。
- 1941年（昭和16年）
  - - 当駅貯鉱槽 - 徳舜瞥（鉄鉱石）鉱山間に第一及び第二索道設置[4]。
  - 10月12日 - 当駅 - 西喜茂別駅（後の喜茂別駅）間延伸開通に伴い中間駅となる。
- 1944年（昭和19年）7月1日 - 胆振縦貫鉄道が戦時買収により国有化[1]。線路名を胆振線に改称、それに伴い同線の駅となる。
- 1952年（昭和27年）11月15日 - 新大滝駅に改称[1]。
- 1957年（昭和32年）6月 - 当駅 - 徳舜瞥硫黄鉱山間に索道設置及び当駅に貯鉱槽新設[5]。
- 1964年（昭和39年）3月31日 - 徳舜瞥（鉄鉱石）鉱山閉山[6]
- 1971年（昭和46年）3月31日 - 徳舜瞥硫黄鉱山閉山[7]。
- 1980年（昭和55年）5月15日 - 貨物営業廃止。業務委託化[8]。
- 1984年（昭和59年）2月1日 - 荷物取扱い廃止[1]。
- 1986年（昭和61年）11月1日 - 胆振線の廃線に伴い廃止となる[2]。

駅開業当時、役場がある徳舜瞥村（旧名）の中心地は長流川東岸の高台に位置する上野地区で、駅から歩いて1時間近くを要した。その後は本町地区に村の中心が移り、1950年（昭和25年）の役場庁舎移転と大滝村への改称につながった。また、上野地区の日鉄鉱業徳舜瞥鉱山から産出される鉱石を索道で当駅まで運び、貨車に積み替え発送した。一日当たりの平均取扱量は100～500トン台で推移していた。1971年（昭和46年）の閉山後は貨物取扱量が激減した。

### 駅名の由来
旧名の「徳舜瞥」は旧大滝村のかつての村名であり、アイヌ語の「トクシスンペッ（tukusis-un-pet）」（アメマス・いる・川）に由来する。現在も山名や河川名として残る。
その後、1950年（昭和25年）に徳舜瞥村が「字がむずかしい」として、村内に所在する三階滝に因み大滝村と改名されたことを受けて、1952年（昭和27年）に駅名を村名に合わせることとなったが、すでに奥羽本線大滝駅が存在したため、「新」を冠することとなった。

## 駅構造
廃止時点で、単式ホーム2面2線を有する地上駅であった。ホームが千鳥式に配置された列車交換可能な交換駅であった。互いのホームは駅舎側ホーム南側と対向ホーム北側を結んだ構内踏切で連絡した。駅舎側ホーム（東側）が上りの1番線、対向ホーム（西側）が下りの2番線となっていた。そのほか2番線の倶知安方から2番線ホーム外側（乗降不可）に分岐し末端部で2線になる行き止まりの側線、その側線途中から分岐する行き止まりの側線を1線有した。9600形蒸気機関車が入線していた当時は、転車台を備えていた。
業務委託駅となっており、駅舎は構内の南東側に位置し、ホームとは通路及び構内踏切で連絡した。駅舎の左手側に別棟でトイレを有した。
かつては徳舜瞥鉱山からの鉄鉱石（褐鉄鉱）や硫黄鉱の積み出し駅であった。

## 利用状況
- 1981年度（昭和56年度）の1日乗降客数は59人[11]。

## 駅跡
2001年（平成13年）時点では旧構内の一部が「平成ふるさとの道公園」として整備され、ホームのあった位置には旧大滝村を象徴するオブジェが設置されていた。また伊達紋別方には徳舜瞥鉱山から硫化鉄を搬送するために敷設された引込線の高架橋が残存していた。2010年（平成22年）時点、2011年（平成23年）時点でも同様であった。優徳方の廃線跡は遊歩道となっていた。近くの駅構内跡には雇用促進住宅が建っている。
1993年（平成5年）に当駅跡から伊達紋別方へ約0.7kmの地点から優徳駅の先までの線路跡が約5.5kmに渡りサイクリングロードの「平成ふるさとの道」として整備され、2001年（平成13年）時点、2010年（平成22年）時点でも同様であった。途中の小川に架かる一部の橋は胆振線の施設が再利用されている。

## 駅周辺
駅跡から国道453号までの道は下り坂である。国道沿いを中心に集落を形成している。
- 北海道道723号洞爺湖大滝線[17] - 現・国道453号（有珠国道）。
- 伊達市役所大滝総合支所（旧・大滝村役場）
- 伊達警察署大滝駐在所
- 西胆振消防組合洞爺湖消防署大滝支署
- 大滝郵便局
- 大滝地域活性化交流センター
- 伊達信用金庫壮瞥支店大滝出張所
- 長流川[17]
- 三階滝 - 駅から北東に約2.5km[11]。
- 徳舜瞥山 - 駅の南東。標高1,302m[17]。
- 道南バス「大滝」停留所

## 隣の駅
日本国有鉄道
胆振線
優徳駅 - 新大滝駅 - 御園駅
かつて当駅と御園駅との間に尾路遠仮乗降場（おろえんかりじょうこうじょう）が存在した（1941年（昭和16年）10月12日開業、廃止年月日不詳（1985年（昭和60年）末頃））。